# Embalse del Kama
El embalse del Kama, también conocido como embalse de Perm (ruso:Камское водохранилище, Пермское водохранилище) es un embalse formado por la presa de la Central Hidroeléctrica del Kama (KamGuES, КамГЭС) -con una potencia de 516 MW, sobre 483 MW en origen, produciendo 1,71 GWh por año, cercana a Perm, construida entre 1954 y 1956. Forma parte de la cascada hidroeléctrica del Volga-Kama. 
El embalse del Kama tiene una superficie de 1,915 km² y un volumen de agua de 12,2 km³. Su longitud sobre el río Kama es de 272 km, con una anchura máxima de 30 km y una profundidad media de 6,3 m -la máxima son 30 m . El Embalse del Kama fue creado para beneficio del transporte, la energía y el suministro de agua. También regula el flujo de las crecidas del río. 
En sus orillas están situadas las ciudades de Perm, Dobrianka, Chórmoz, Bereznikí, Usolie y Solikamsk.

## Tributarios
- Chórmoz
- Chusovaya
- In'va
- Javja
- Kama
- Kondas
- Kosva
- Obva